# Hearts2Hearts
Hearts2Hearts (hangul: 하츠투하츠) – południowokoreański girlsband, założony przez SM Entertainment. W skład grupy wchodzi osiem członkiń: Carmen, Jiwoo, Yuha, Stelli, Juun, A-ny, Ian i Ye-on. Zadebiutowały 24 lutego 2025 roku single albumem The Chase i jego tytułowym utworem.

## Nazwa
Według raportu SM Entertainment nazwa zespołu, Hearts2Hearts, oznacza „łączenie się z globalnymi fanami poprzez tajemniczy muzyczny świat pełen różnych emocji i szczerych przekazów, aby wspólnie iść naprzód jako większe ‚my’”.

## Historia zespołu

### 2023–2025: Formacja
Pierwsze informacje o nowym girlsbandzie SM Entertainment pojawiły się w lutym 2023 roku, gdy firma ogłosiła swoją nową strategię korporacyjną SM 3.0. W materiałach wideo CEO Chris Sung-soo Lee i COO Tak Young-jun zapowiedzieli debiut czterech nowych projektów w 2023 roku: nowej japońskiej subgrupy NCT (która stała się NCT Wish), nowego boysbandu (który później zadebiutował jako Riize), wirtualnej solistki (która została przedstawiona jako Naevis), a także nowego girlsbandu. Te plany zostały potwierdzone w maju, kiedy firma udostępniła na YouTube nagranie z CEO Jang Cheol-hyukiem, w którym ogłoszono zamiar debiutu nowego girlsbandu w czwartym kwartale 2023 roku.
Debiut grupy był kilkukrotnie opóźniany, a informacje o zmianach pojawiały się w raportach finansowych firmy. Pierwsze opóźnienie nastąpiło w sierpniu 2023 roku, gdy SM ogłosiło, że grupa zadebiutuje w pierwszej połowie 2024 roku. W maju 2024 roku debiut ponownie przesunięto, tym razem na czwarty kwartał roku. Ostateczna aktualizacja harmonogramu nastąpiła w listopadzie 2024 roku, kiedy SM przesunęło debiut na pierwszy kwartał 2025 roku.
Pod koniec koncertu SM Town Live 2025 z okazji 30-lecia SM Entertainment, który odbył się 12 stycznia w Gocheok Sky Dome, wyświetlono niespodziewany trailer ujawniający nazwę grupy oraz jej osiem członkiń, choć ich indywidualne imiona nie zostały podane. Zwiastun zapowiadał również debiut zespołu w lutym 2025 roku. Następnego dnia południowokoreańskie media, w tym Maeil Business Newspaper i The Korea Economic Daily, poinformowały, że Hearts2Hearts zadebiutuje 24 lutego, a promocje rozpoczną się pod koniec stycznia.
Ogłoszenie grupy miało pozytywny wpływ na SM Entertainment na koreańskiej giełdzie. W dniu następującym po ujawnieniu Hearts2Hearts akcje SM zamknęły się ze wzrostem o 4,5% w porównaniu do poprzedniego dnia handlowego. Trend wzrostowy utrzymał się również kolejnego dnia, kiedy wartość akcji wzrosła o kolejne 6,94%.
Hearts2Hearts to pierwsza nowa żeńska grupa SM Entertainment od debiutu Aespy w 2020 roku oraz pierwsza od odejścia założyciela i głównego producenta Lee Soo-mana w 2023 roku. Z ośmioma członkiniami jest także największym girlsbandem SM od czasu debiutu Girls’ Generation w 2007 roku, kiedy grupa liczyła dziewięć członkiń. Krytyk popkultury Ha Jae-geun zauważył, że zespół będzie „testem” strategii produkcyjnej SM 3.0, wprowadzonej po odejściu Lee Soo-mana.

### Od 2025: Wprowadzenie i debiut
31 stycznia oficjalne konto Hearts2Hearts na Instagramie zostało udostępnione publicznie, ujawniając serię zdjęć dających pierwszy wgląd w członkinie zespołu. Wszystkie członkinie zostały zaprezentowane 3 lutego, kiedy na oficjalnym kanale YouTube SM ukazał się zwiastun grupy zatytułowany Chase Your Choice, a także otwarto dodatkowe konta w mediach społecznościowych. Tego samego dnia ogłoszono debiutancki single album zespołu, The Chase, który ukazał się 24 lutego. Album zawiera dwa utwory: tytułowy singiel The Chase oraz B-side „Butterflies”. 4 lutego opublikowano harmonogram promocji, w tym zapowiedź debiutanckiego showcase’u, który odbył się w Yes24 Music Hall w Seulu w dniu premiery albumu.

## Członkinie
| Pseudonim   | Pseudonim | Prawdziwe imię             | Kraj                      | Data urodzenia      |
| Latynizacja | Hangul    | Prawdziwe imię             | Kraj                      | Data urodzenia      |
| ----------- | --------- | -------------------------- | ------------------------- | ------------------- |
| Carmen      | 카르멘    | Nyoman Ayu Carmenita       | Indonezja                 | 28 marca 2006       |
| Jiwoo       | 지우      | Choi Ji-woo (kor.최지우)   | Korea Południowa          | 7 września 2006     |
| Yuha        | 유하      | Yu Ha-ram (kor. 유하람)    | Korea Południowa          | 12 kwietnia 2007    |
| Stella      | 스텔라    | Stella Kim                 | Korea Południowa · Kanada | 18 czerwca 2007     |
| Juun        | 주은      | Kim Joo-eun (kor. 김주은)  | Korea Południowa          | 3 grudnia 2008      |
| A-na        | 에이나    | Noh Yu-na (kor. 노유나)    | Korea Południowa          | 20 grudnia 2008     |
| Ian         | 이안      | Jeong Lee-an (kor. 정이안) | Korea Południowa          | 9 października 2009 |
| Ye-on       | 예온      | Kim Na-yeon (kor. 김나연)  | Korea Południowa          | 19 kwietnia 2010    |

## Dyskografia

### Single
Single albumy
| Rok  | Dane dot. albumu                                                                                           | Najwyższa pozycja | Sprzedaż        |
| Rok  | Dane dot. albumu                                                                                           | KOR (Circle)      | Sprzedaż        |
| ---- | --- | ----------------- | --------------- |
| 2025 | The Chase - Wydany: 24 lutego 2025 - Wytwórnia: SM Entertainment - Format: CD, digital download, streaming | 3                 | - KOR: 412 189+ |

Single cyfrowe
| Rok                                                       | Tytuł       | Najwyższa pozycja | Najwyższa pozycja | Album     |
| Rok                                                       | Tytuł       | Circle            | US World          | Album     |
| --------------------------------------------------------- | ----------- | ----------------- | ----------------- | --------- |
| 2025                                                      | „The Chase” | 21                | 9                 | The Chase |
| „–” oznacza, że singiel nie był notowany na danej liście. |             |                   |                   |           |